# Reinhold Vorberg
Reinhold Paul Karl Robert Vorberg (* 5. Juli 1904 in Kiel; † 2. Oktober 1983 in Bonn) war ein deutscher Beamter in der Kanzlei des Führers und mitverantwortlich für die Krankenmorde der Aktion T4.

## Werdegang
Reinhold Vorberg wuchs in Königsberg auf, wo die Eltern Grundbesitz besaßen. Vorberg schloss eine kaufmännische Ausbildung ab, diente einige Monate bei der „Schwarzen Reichswehr“ und hielt sich 1927/1928 in Spanien auf. 1930 war er in Südwestafrika als Farmer tätig, kehrte aber 1931 nach Berlin zurück. 1932 machte Vorberg sich selbstständig und verkaufte Modeschmuck. Sein Geschäft ging 1935 in Konkurs.

## Funktion im NS-Staat
Vorberg, der am 1. Juli 1930 in die NSDAP (Mitgliedsnummer 139.288) eingetreten war, wurde vermutlich 1936 durch seinen Vetter Viktor Brack in die Kanzlei des Führers geholt und war zunächst ehrenamtlich beim Posteingang tätig. 1937 wurde er als Referatsleiter im Hauptamt II eingestellt.
Vorberg war maßgeblich am „Euthanasie“-Programm der Nationalsozialisten beteiligt. Er hatte sein Büro in der Kanzlei des Führers und war als einer der beiden Geschäftsführer der Gemeinnützigen Krankentransport GmbH (Gekrat) eingetragen, die den Transport von Kranken in die Vergasungsanstalten organisierte. Vorberg, der bei der Aktion mit Tarnnamen als „Hintertal“ zeichnete, stellte anhand der eingegangenen Meldebogen die Verlegungslisten zusammen. Vorberg war bei den „Probevergasungen“ im Alten Zuchthaus Brandenburg anwesend und soll sich anfangs in der Zentrale der Gekrat in Grafeneck aufgehalten haben.
Vorberg widmete seine Arbeitszeit in der Kanzlei des Führers hauptsächlich anderen Aufgaben; seine Tätigkeit für die Aktion T4 nahm zeitlich nur geringen Raum ein. Für diese Zusatzarbeit erhielt er jedoch „allmonatlich steuerfreie Zusatzzahlungen“.

## Kriegsende und Nachkriegszeit
Vorberg ließ sich im April 1945 von Berlin nach Bayern ausfliegen und wurde im Sommer 1945 aus amerikanischer Kriegsgefangenschaft entlassen, da er ein gefälschtes Soldbuch vorweisen konnte. Als Viktor Brack gefasst wurde, führte die dabei aufgefundene Korrespondenz auf die Spur Vorbergs, der verhaftet und im Lager Moosburg interniert wurde. Nach einem Jahr der Gefangenschaft konnte er entfliehen und gelangte nach Aufenthalten in Heiligenhafen und Hamburg nach Neuss, wo er sich 1948 als Heinz Vorberg mit falschem Geburtsdatum anmeldete. Ein Verwandter verschaffte ihm 1951 eine Stelle in einer Lackfabrik, danach kam Vorberg in einer Baustofffabrik in Bonn unter.

## Juristische Verfolgung
Als die Ermittlungsbehörde dem gesuchten Vorberg 1961 auf die Spur kam, wurde dieser von befragten Zeugen gewarnt und konnte im Dezember nach Spanien entkommen. Generalstaatsanwalt Fritz Bauer konnte seine Auslieferung 1962 bewirken. 1967 begann der Prozess gegen Vorberg und andere. Am 20. Dezember 1968 verurteilte das Landgericht Frankfurt am Main den Angeklagten Vorberg wegen Beihilfe zum Mord in 70.237 Fällen zu zehn Jahren Haft. Der Bundesgerichtshof bestätigte 1972 das Urteil. Da mehr als zwei Drittel durch Auslieferungs- und Untersuchungshaft verbüßt waren, musste Vorberg seine Strafhaft nicht mehr antreten.